# Estação Bathurst
Bathurst é uma estação do metrô de Toronto, localizada na linha Bloor-Danforth. Localiza-se no cruzamento da Bloor Street com a Bathurst Street. Possui um terminal de bonde e ônibus integrado, que atende a duas linhas de superfície do Toronto Transit Commission, entre elas, a 511 Bathurst, uma linha de bonde, e uma das linhas de superfície mais movimentadas da cidade. O nome da estação provém da Bathurst Street, a principal rua norte-sul servida pela estação.